# Niphaea
Niphaea é um género botânico pertencente à família Gesneriaceae.

## Espécies
Formado por 21 espécies:
Niphaea alba Niphaea albo Niphaea albo lineata
Niphaea anoectochilifolia Niphaea argyroneura Niphaea caripensis
Niphaea crenata Niphaea cupreo Niphaea discolor
Niphaea domingensis Niphaea elata Niphaea mexicana
Niphaea oblonga Niphaea parviflora Niphaea peruviana
Niphaea pulchella Niphaea roezli Niphaea rubida
Niphaea rubra Niphaea saxicola Niphaea warszewiczii